# SS William G. Mather
Le bateau à vapeur William G. Mather  est un ancien cargo lacuste des Grands Lacs maintenant restauré en tant que navire musée à Cleveland dans l'Ohio, l'un des cinq de la région des Grands Lacs. Il transportait des cargaisons telles que du minerai, du charbon, de la pierre et des céréales vers les ports des Grands Lacs et était surnommé "The Ship That Built Cleveland" parce que les aciéries de Cleveland étaient une destination fréquente.

## Historique
Le vraquier a été construit en 1925 par la Great Lakes Engineering Works (en) à Ecorse dans le Michigan, en tant que navire amiral de Cleveland-Cliffs (en) et a été nommé en l'honneur du président de l'entreprise de l'époque, William G. Mather (en). Le William G. Mather est resté le vaisseau amiral jusqu'à ce que le Edward B. Greene (aujourd'hui MV Kaye E. Barker (en) de la flotte de l'Interlake Steamship Company (en)) soit construit en 1951–52. Il est resté une partie active de la flotte de Cleveland-Cliffs jusqu'à la fin de la saison de navigation 1980.
Afin de répondre aux besoins en acier des forces alliées pendant la Seconde Guerre mondiale, William G. Mather a dirigé un convoi de 13 cargos au début de 1941 à travers les Grands Lacs recouverts par la glace jusqu'à Duluth dans le Minnesota , établissant un record pour la première arrivée dans un port du nord. Cet effort a été présenté dans le numéro du 28 avril 1941 de Life. Il a été l'un des premiers navires commerciaux des Grands Lacs à être équipé d'un radar en 1946. En 1964, il est devenu le tout premier navire américain à disposer d'un système de chaudière automatisé, fabriqué par Bailey Controls de Cleveland.
En 1985, Cleveland-Cliffs a vendu ses deux bateaux à vapeur restants à Rouge Steel Company et a progressivement vendu ses navires inactifs jusqu'à ce qu'il ne reste plus que William G. Mather, désarmé à Toledo, où il se trouvait depuis 1980.

## Préservation
Le 10 décembre 1987 , Cleveland-Cliffs a fait don du bateau à vapeur William G. Mather à la Great Lakes Historical Society pour qu'il soit restauré et préservé en tant que navire-musée flottant. Après qu'il a été amené à Cleveland en octobre 1988 et que des fonds ont été acquis auprès de fondations locales, d'entreprises et de particuliers, la restauration a commencé. Les dommages causés par le feu à la cuisine et après les espaces de la cabine ont nécessité un effort de restauration majeur. Partout dans le navire, la plupart des travaux ont été fournis par des bénévoles qui ont réparé, nettoyé, peint et poli le laiton afin de restaurer l'ancienne élégance du William G. Mather. En octobre 1990, il a été déplacé vers son poste d'amarrage permanent à la jetée d'East Ninth Street sur North Coast Harbor (en) à Cleveland.
En septembre 1994, la Great Lakes Historical Society s'est départie du National Museum of the Great Lakes. En raison, en grande partie, d'une vague de soutien local pour garder le navire à Cleveland, la Harbour Heritage Society a été créée pour négocier un nouveau contrat de location avec la ville. Incorporé en juin 1995, Harbour Heritage a officiellement acquis William G. Mather le 22 juillet 1995 et, en 1996, a continué à superviser sa restauration, sa promotion et son développement en tant que navire historique. Après dix ans de négociations, la ville de Cleveland, représentée par le maire Jane L. Campbell (en) a signé un bail de 40 ans le 15 juin 2003, permettant au William G. Mather de rester à son quai.
Le 30 juillet 1995, le navire à vapeur William G. Mather a été consacré comme monument historique national du génie mécanique de l'American Society of Mechanical Engineers pour son installation en 1954 d'une seule chaudière marine et d'un moteur à turbine à vapeur, son installation en 1964 du système de contrôle de la chaudière Bailey 760 et Le propulseur d'étrave à double hélice AmThrust d'American Shipbuilding est une première pour les navires des Grands Lacs battant pavillon américain. Il avait un navire jumeau de la même classe, Joseph H. Frantz, qui a ensuite été converti au diesel et a été démoli en 2005 après 80 ans d'utilisation continue.

## Galerie

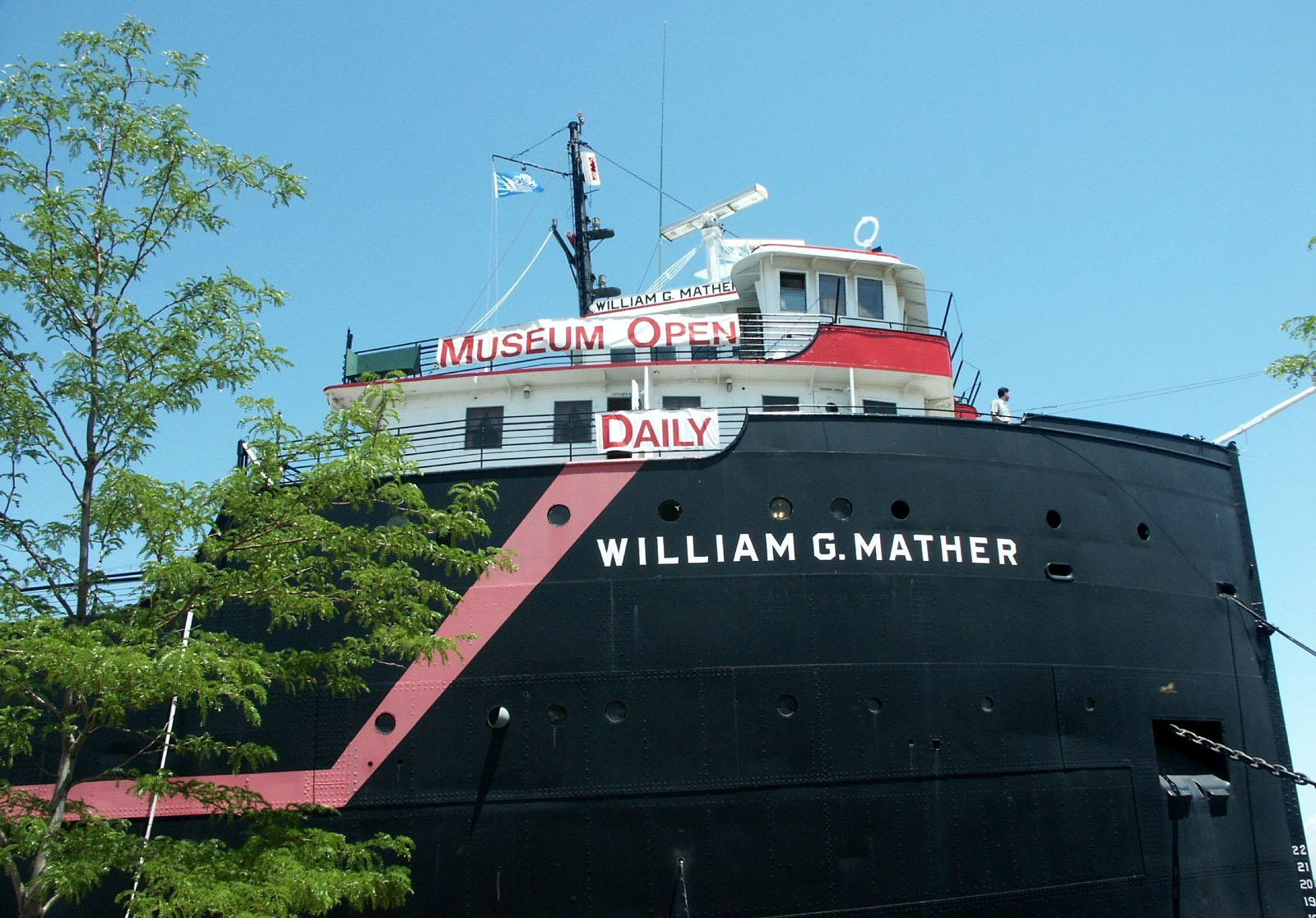
Navire-musée à Cleveland
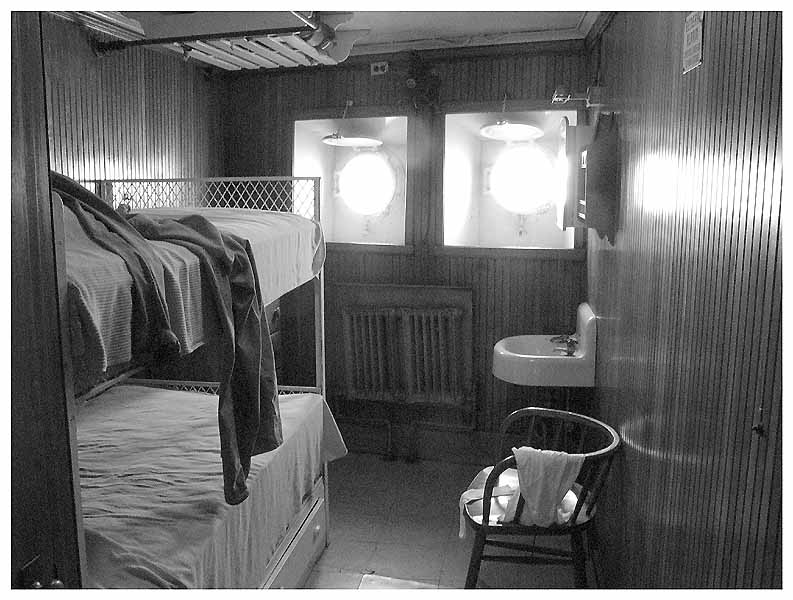
Une cabine
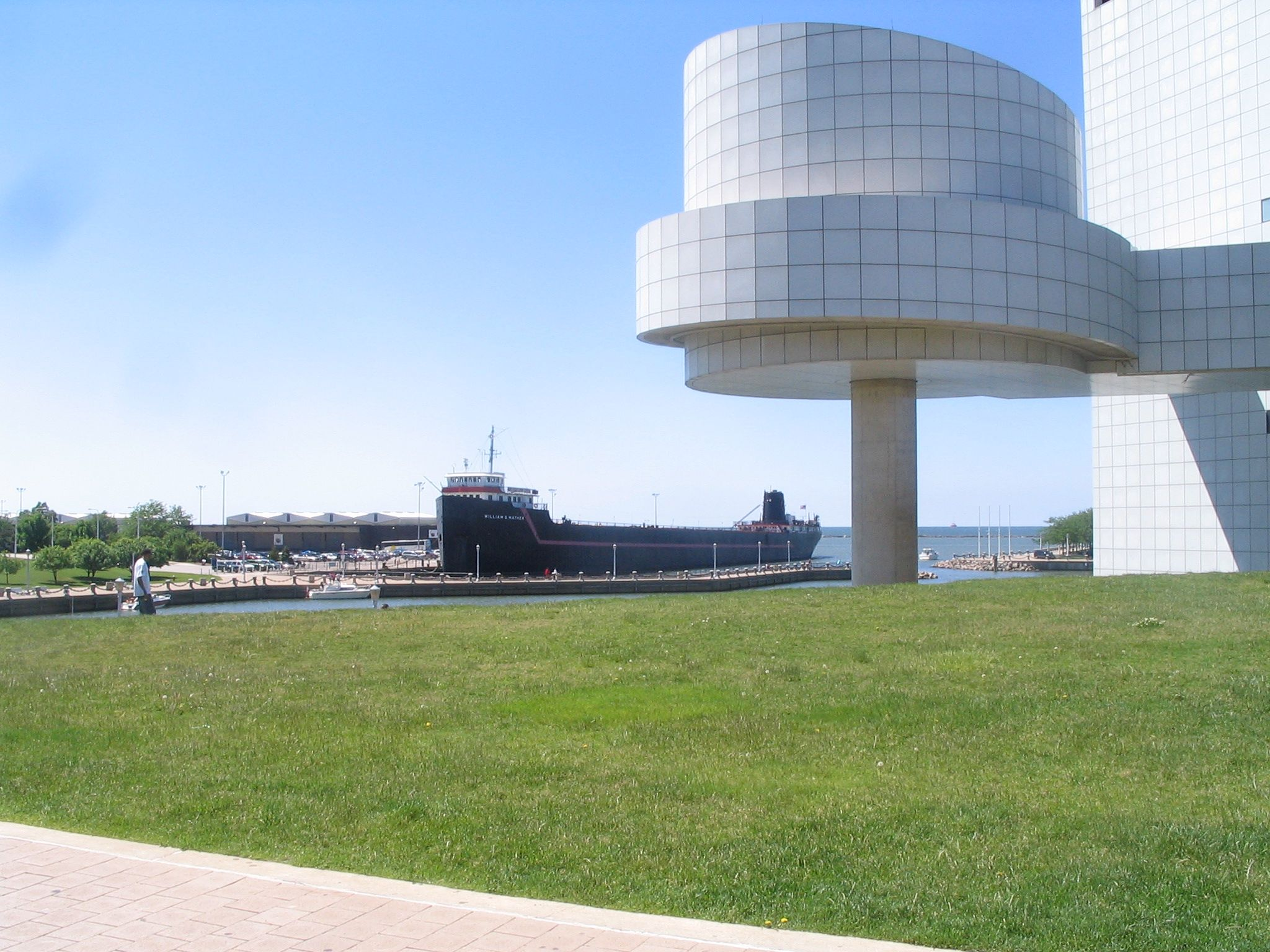
Devant le Rock and Roll Hall of Fame